# Giancarlo Sarti
Pour les articles homonymes, voir Sarti.
Giancarlo Sarti, né le 22 avril 1936, à Pontremoli, en Italie et mort le 21 juillet 2022 à Milan, est un ancien joueur et dirigeant italien de basket-ball. Il évoluait au poste d'ailier.